# Вартан Алексанян
Вартан Алексан Алексанян е български актьор.

## Биография
Алексанян е роден на 17 ноември в град Шумен, Република България.
Завършил е профилираната природоматематическа гимназия „Нанчо Попович“ в Шумен през 2017 г., и същата година кандидатства в НАТФИЗ „Кръстьо Сарафов“ със специалности „Актьорско майсторство за драматичен театър“ при проф. Пламен Марков, където завършва до 2021 г., и „Публична реч“ до 2022 г.
В Младежкия театър „Николай Бинев“ играе в представленията „Някои го предпочитат...“ и „Граф Монте Кристо“.

## Кариера на озвучаващ актьор
Алексанян се занимава с озвучаване на филми и сериали през 2024 г. в дублажното студио „Медиа Линк“. Работил е с режисьори на дублажа като Илияна Накова, Мария Ангелова и Добрин Добрев.

## Участия в театъра
Театър НАТФИЗ
1. Дорош и Тиберий Горобец в „Нечистата“ от Нина Садур – режисьор Калин Ангелов
2. Действащо лице в „Кукли сме ние“ – режисьор Елица Йовчева
3. Учителят в „Посещението на старата дама“ от Фридрих Дюренмат – режисьор Дамян Тенев

Младежки театър „Николай Бинев“
1. Гангстер в „Някои го предпочитат...“ – режисьор Венцислав Асенов[3][4][5]
2. 2023 – Едуар в „Граф Монте Кристо“ от Александър Дюма-баща – режисьор Бина Харалампиева[6][7]

M&B Productions
- 2020 – „План Б“ – идея и постановка Михаил Милчев[8][9]

## Филмография
- „Ваканцията“ (късометражен филм) – Кристиян, режисьор Сотион Вело

## Дублаж
Сериали
1. „Вражда“, 2025
2. „Ружа Игнатова: Крипокралицата“, 2025
3. „Хромозома 21“, 2025

Филми
1. „Американска нощ“, 2025
2. „Ваканцията на Мистър Бийн“ (дублаж на Медиа линк), 2025
3. „Големият ден“
4. „Глутница кучета“, 2025
5. „Загубенячка“ (дублаж на Медиа линк), 2024
6. „Звярът“, 2024
7. „Любовта поразява два пъти“, 2024
8. „Пътешествия във времето: Съкровището на пиратския залив“, 2024
9. „Свръхестествено“, 2025
10. „Трима мъдреци и едно бебе“, 2024
11. „Шансът на Бъкли“, 2025

Документални поредици
1. „Древен апокалипсис“
2. „Древни суперструктури“ (сезон 1)
3. „Замъците: Тайни, мистерии и легенди“, 2024